# Chamaegeron
Chamaegeron es un género de plantas con flores perteneciente a la familia  Asteraceae. Comprende 4 especies descritas y  aceptadas. Es originario del Asia central y occidental.

## Taxonomía
El género fue descrito por Alexander Gustav von Schrenk y publicado en Bull. Cl. Phys.-Math. Acad. Imp. Sci. Saint-Petersbourg 3: 107. 1845. La especie tipo es: Chamaegeron oligocephalus Schrenk

## Especies seleccionadas
A continuación se brinda un listado de las especies del género Chamaegeron aceptadas hasta junio de 2012, ordenadas alfabéticamente. Para cada una se indica el nombre binomial seguido del autor, abreviado según las convenciones y usos.
- Chamaegeron asterellus (Bornm.) Botsch.
- Chamaegeron bungei (Boiss.) Botsch.
- Chamaegeron keredjensis (Bornm. & Gauba) Grierson
- Chamaegeron oligocephalus Schrenk